# Stjepan Stazić
Stjepan Stazić, né le 28 septembre 1978, à Zagreb, en République fédérative socialiste de Yougoslavie, est un ancien joueur autrichien de basket-ball. Il évolue aux postes d'arrière et d'ailier. 

## Palmarès
- Supercoupe d'Italie 1997
- Coupe Saporta 1999
- Champion de France 2000
- Coupe de France 2000
- Coupe Korać 2000
- Champion d'Autriche 1997, 2013